# Evangelický kostel v Ostojićevu
Evangelický kostel v obci Ostojićevo se nachází v autonomní oblasti Vojvodina, na severu Srbska. V obci je umístěn mezi ulicemi Maršala Tita a Hajduk Veljka. Kostel není evidován jako kulturní památka.
Funkcionalistický kostel slouží pro evangelíky slovenské národnosti (tzv. Dolnozemské Slováky, kteří ve Vojvodině žijí). Byl vybudován na přelomu 20. a 30. let 20. století, dokončen byl roku 1930. Architektem kostela byl Čech Jan Dubový. Obdobně jako u svých dalších staveb Dubový navrhl kostel v podobě velmi strohé, bez nápadnějších dekorací, v duchu tehdy moderní funkcionalistické architektury. Měl být jedním ze symbolů stylu, který měl v tehdejší jugoslávské architektuře dominovat a nahradit historizující styly odkazující na byzantskou nebo středověkou srbskou architekturu. Jednolodní kostel o délce 20 m a šířce 10 m má jednu věž s čtyřúhelníkovým půdorysem.

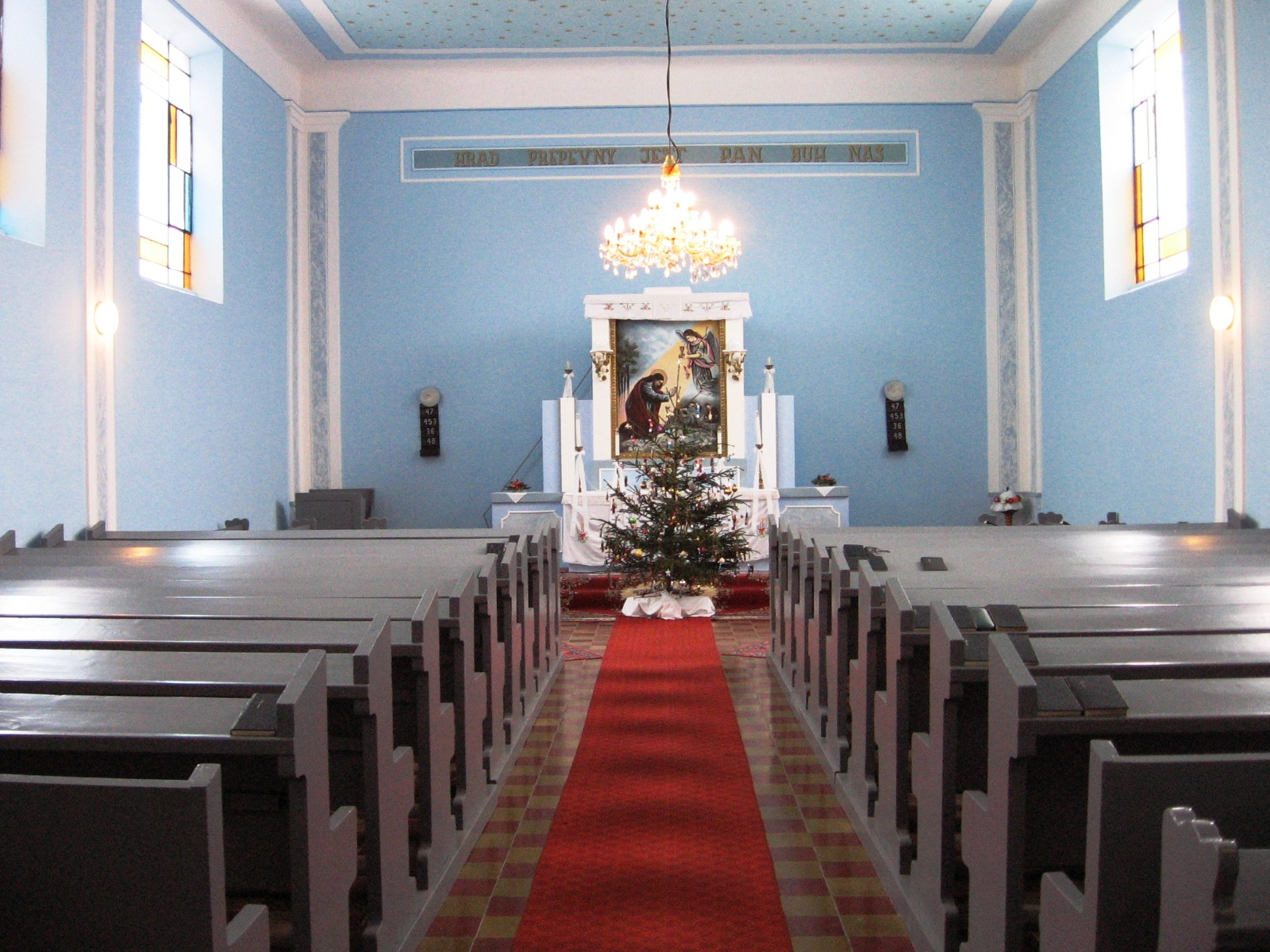
Interiér kostela.

Fasáda kostela byla obnovena v 2. dekádě 21. století.